# Купавцев, Иван Акимович
Иван Акимович Купавцев (1924, Казаки, Орловская губерния — 11 августа 1944) — командир взвода пешей разведки 348-го стрелкового полка сержант — на момент представления к награждению орденом Славы 1-й степени.

## Биография
Родился в 1924 году в селе Казаки (ныне — Елецкого района Липецкой области). Окончил 7 классов и железнодорожный техникум в городе Елец.
В октябре 1942 года был призван в Красную Армию Елецким райвоенкматом. На фронте с августа 1943 года, воевал на Западном и 1-м Прибалтийском фронтах. Весь боевой путь прошёл в составе 348-го стрелкового полка 51-й стрелковой дивизии, к октябрю 1944 года был разведчиком взвода пешей разведки.
В ночь на 5 декабря 1943 года в районе деревне Савченки красноармеец Купавцев при выполнении боевого задания в составе группы разведчиков в тылу противник атаковал и уничтожил большую группу противников. В этом бою захватил «языка», сообщившего в штабе полка ценные сведения о противнике. 16 декабря в районе деревни Шуньки, когда противник пытался окружить и отрезать группу разведчиков от переднего края, Купавцев гранатами и огнём из автомата поразил несколько солдат и вынудил остальных отойти.
Приказом по частям 51-й стрелковой дивизии от 6 января 1944 года красноармеец Купавцев Иван Акимович награждён орденом Славы 3-й степени.
22 марта 1944 года, находясь в разведке в районе деревни Городешное, красноармеец Купавцев проявил исключительную смелость и находчивость, огнём и гранатами поразил несколько противников и вместе с бойцами 3 захватил в плен.
Приказом по войскам 4-й ударной армии от 25 марта 1944 года красноармеец Купавцев Иван Акимович награждён орденом Славы 2-й степени.
К маю 1944 года на груди разведчика Купавцева, кроме орденов «Славы», было ещё четыре боевые награды — орден Красной Звезды и три медали «За отвагу». Все — за мужество и отвагу, проявленные в разведывательных поисках, захват языков, давших ценные сведения. 31 мая в районе деревни Новоселка при нападении противников на наш наблюдательный пункт, был тяжело ранен, но продолжал вести бой до отражения атаки. Был награждён вторым орденом Красной Звезды. После госпиталя вернулся в свою роту, был назначен командиром взвода пешей разведки.
24 июня 1944 года в бою за деревню Оболовье сержант Купавцев, уже командир взвода пешей разведки, с группой разведчиков проник в тыл противника. Бойцы обнаружили замаскированные орудия противника, огнём из автомата и гранатами уничтожили расчёты, более 20 противников, захватили три орудия, 50 снарядов и контрольного пленного. После удачных действий разведчиков деревня Оболовье была занята нашими подразделениями без потерь. За этот бой сержант Купавцев был представлен к ордену Славы 1-й степени.
11 августа 1944 года во время разведки боем в районе деревне Шиленай сержант Купавцев погиб. Был похоронен на месте боя, в 2000 году перезахоронен на воинское кладбище посёлка Немунеле-Радвилишкис.
Указом Президиума Верховного Совета СССР от 24 марта 1945 года за образцовое выполнение боевых заданий командования на фронте борьбы с немецкими захватчиками и проявленные при этом доблесть и мужество сержант Купавцев Иван Акимович награждён орденом Славы 1-й степени. Стал полным кавалером ордена Славы.

## Награды
- Два ордена Красной Звезды (11.05.1944, 02.06.1944)
- Орден Славы I степени (24.03.1945)
- Орден Славы II степени (25.03.1944)
- Орден Славы III степени (06.01.1944)
- Три Медали за отвагу (26.10.1943, 30.11.1943, 15.01.1944)